# Arena (film)
Arena è un  film del 1989, diretto da Peter Manoogian. È una storia di ambientazione fantascientifica, con una coproduzione italo-statunitense.

## Trama
Ambientato in un non precisato futuro, l'arena del titolo è il luogo dove si scontrano razze provenienti da tutto l'universo conosciuto; il protagonista è un essere umano dagli umili trascorsi che dovrà affrontare dei mostri nel torneo di arti marziali.
Il film é notevole per allineare nel cast Claudia Christian, Marc Alaimo e Armin Shimerman, che devono la loro successiva notorietà ai ruoli ricorrenti che interpretarono rispettivamente nei telefilm fantascientifici Babylon 5 (la Christian) e Deep Space Nine (Alaimo e Shimerman). I due show, oltre ad avere una nota querelle sulla presunta "ispirazione" che DS9 avrebbe tratto da B5, sono ambedue ambientati su una stazione spaziale, esattamente come questo film (che però li precede entrambi di diversi anni).